# Mantra-Rock Dance

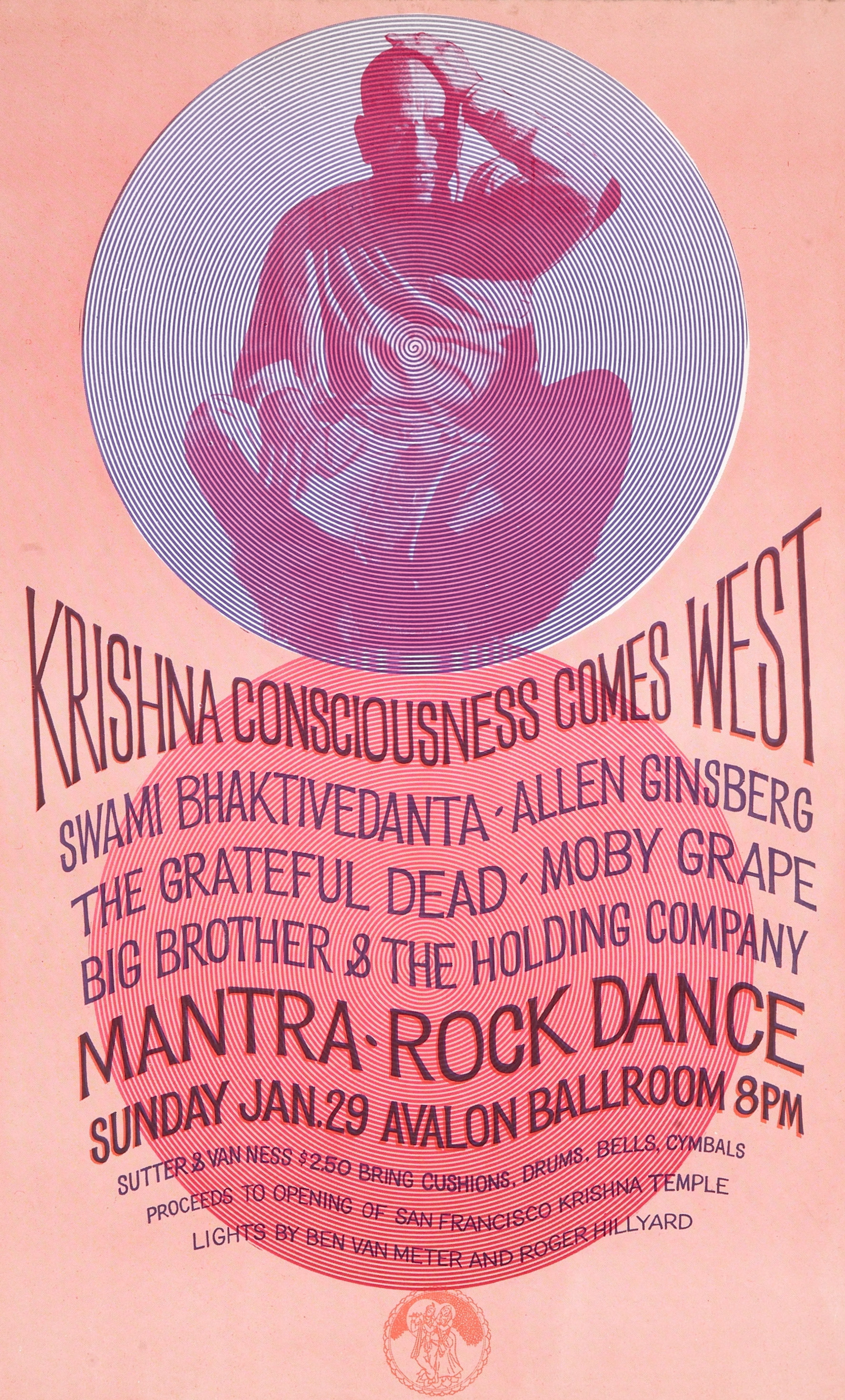
Рекламный плакат Mantra-Rock Dance

Mantra-Rock Dance — музыкальный концерт, состоявшийся 29 января 1967 года в танцевальном зале «Авалон» в Сан-Франциско. На концерте выступили Grateful Dead, Moby Grape, Big Brother and the Holding Company с Дженис Джоплин, а также поэт-битник Аллен Гинзберг и кришнаитский гуру Бхактиведанта Свами Прабхупада. Среди зрителей присутствовали такие видные лидеры контркультуры и пионеры ЛСД, как Тимоти Лири и Оусли Стэнли. Кульминацией концерта стал устроенный Гинзбергом и Прабхупадой киртан, в котором «тысячи людей пели „Харе Кришна“».
Концерт был организован учениками Прабхупады с целью дать возможность своему гуру познакомить с мантрой «Харе Кришна» хиппи Хейт-Эшбери и собрать денежные средства на поддержание открытого незадолго до того кришнаитского храма в Сан-Франциско. Вследствие участия в Mantra-Rock Dance, Прабхупада и его последователи получили благоприятное освещение в средствах массовой информации и привлекли к себе внимание американской публики. Историк Роберт Эллвуд впоследствии охарактеризовал Mantra-Rock Dance как одно из ключевых событий эры хиппи, а Аллен Гинзберг назвал его «пиком духовного энтузиазма Хейт-Эшбери».

## Предыстория

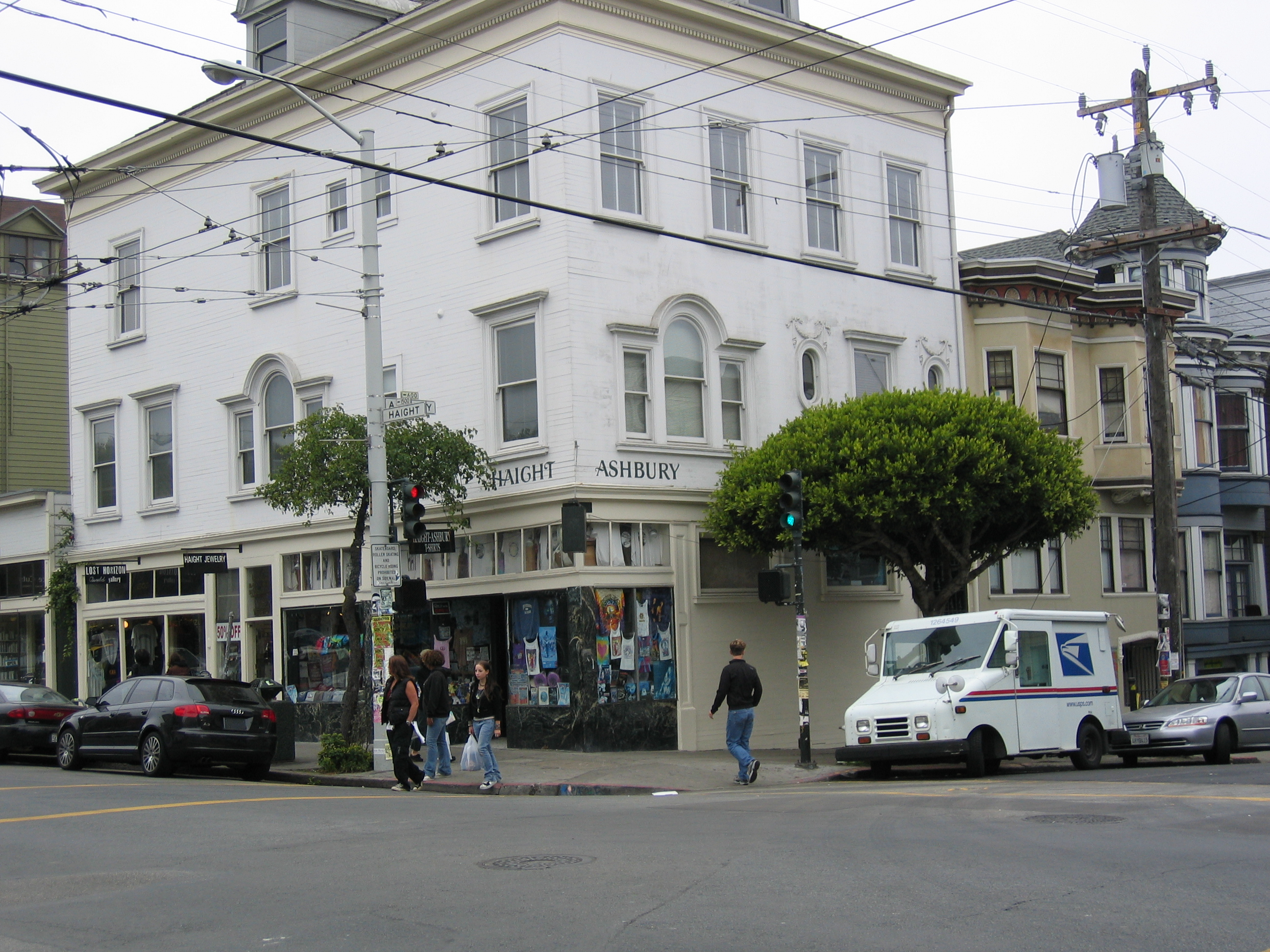
Хейт-Эшбери, 2001

Бенгальский вайшнавский монах Бхактиведанта Свами Прабхупада (также известный как «Бхактиведанта Свами» или просто как «Прабхупада») прибыл из Индии в Нью-Йорк в 1965 году с целью донести гаудия-вайшнавизм до западной публики. Он оказался в Америке в очень удачное для осуществления своей миссии время, когда многие молодые люди интересовались индийской культурой и индуизмом, искали новые формы «расширяющей сознание духовности». В 1966 году Прабхупада открыл в Нью-Йорке первый кришнаитский храм и основал Международное общество сознания Кришны. В конце 1966 года он попросил своего ученика Мукунду и его жену Джанаки основать кришнаитский храм в Калифорнии. По прибытии на Западное побережье, Мукунда и Джанаки встретили своих старых друзей, две пары молодых людей, интересовавшихся индийской духовностью. Это были Сэм Спирстра и Мелани Нагель, и Роджер Зигель и Джоан Кампанелла. При их содействии, Мукунда арендовал помещение бывшего магазина в районе Хейт-Эшбери (который в то время был крупнейшим в Америке центром контркультуры хиппи) и открыл в нём храм Радхи-Кришны — первый кришнаитский храм на Западном побережье.

## Подготовка

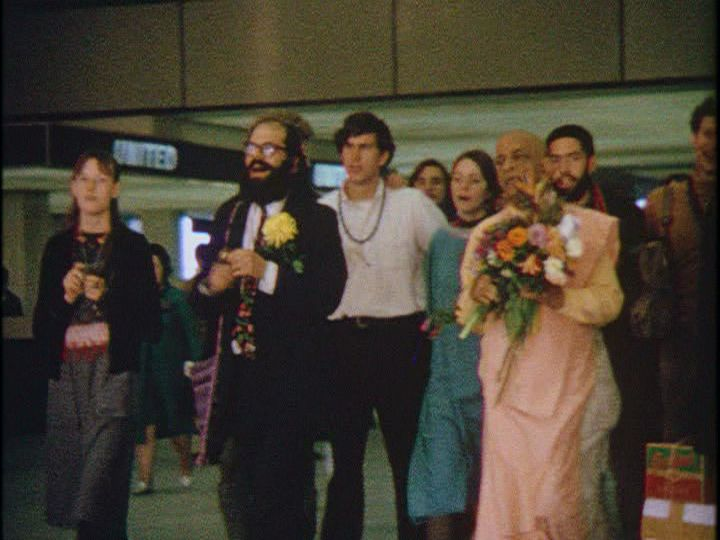
Аллен Гинзберг встречает Прабхупаду в аэропорту Сан-Франциско, 17 января 1967 года.

Мукунда и другие кришнаиты организовали концерт с участием Прабхупады с целью познакомить с мантрой «Харе Кришна» хиппи Хейт-Эшбери и собрать средства на поддержание сан-францисского храма. Хаягрива и некоторые другие ученики Прабхупады из нью-йоркского храма посчитали неподобающим для своего духовного учителя участвовать в концерте с «ревущими электрогитарами, грохочущими барабанами, бьющими в глаза огнями прожекторов и сотнями одурманенных наркотиками хиппи». Они полагали, что в таком месте никто не сможет «услышать его чистое послание». Несмотря на их возражения, Прадхупада, находившийся в то время в Нью-Йорке, согласился принять участие в Mantra-Rock Dance.
Сэм Спирстра был лично знаком с менеджером Grateful Dead Роком Скалли, что помогло ему договориться об участии этой известной сан-францисской группы в Mantra-Rock Dance. С помощью Скалли и Grateful Dead для участия в концерте удалось пригласить Big Brother and the Holding Company. Оба музыкальных коллектива согласились выступить на концерте за минимальную плату — 250 долларов. По инициативе Мелани Нагель, на концерт также пригласили в то время ещё никому не известную группу Moby Grape.
Поэт-битник Аллен Гинзберг согласился не только принять участие в Mantra-Rock Dance, но и представить Прабхупаду концертной аудитории. Гинзберг познакомился с Прабхупадой за несколько месяцев до того в Нью-Йорке. Он периодически приходил на лекции и киртаны Прабхупады в нью-йоркском храме и воспользовался своими связями, чтобы помочь Прабхупаде продлить визу в США. Ещё до встречи с Прабхупадой, Гинзберг побывал на родине Кришны во Вриндаване, где узнал о духовной практике воспевания «Харе Кришна». После возвращения в Америку он активно занялся популяризацией пения этой мантры, сделав киртан частью своей философии. Гинзберг говорил своим слушателям, что пение «Харе Кришна» непременно приведёт их в экстатическое состояние. Поэт был доволен тем, что Прабхупада пытался распространить практику воспевания «Харе Кришна» в США, но был несогласен с пуританскими духовными стандартами, установленными бенгальским гуру для своих учеников. Подобно Гинзбергу, другие идеологи контркультуры того времени (Тимоти Лири, Гэри Снайдер и Алан Уотс), также нашли привлекательным проповедуемое Прабхупадой вероучение и практику пения «Харе Кришна».

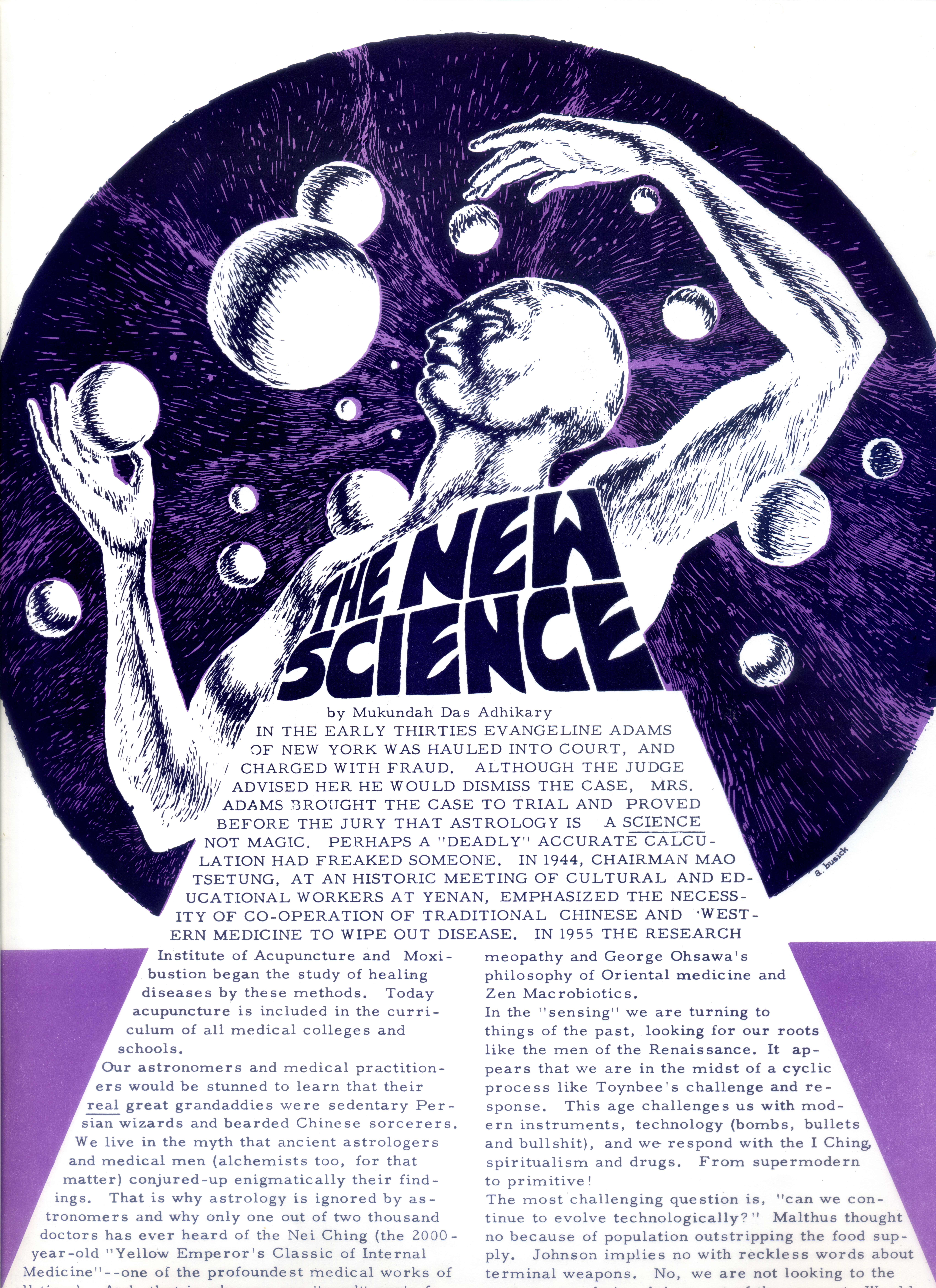
Статья Мукунды «Новая наука», опубликованная в San Francisco Oracle в январе 1967 года.

Выбирая подходящее помещение для проведения концерта, организаторы рассмотрели два возможных варианта: аудиторию «Филлмор» и танцевальный зал «Авалон». Их выбор остановился на «Авалоне», так как его импресарио, Чет Хелмс, согласился предоставить помещение на выгодных для кришнаитов условиях, согласно которым вся выручка от концерта, nомимо гонорара музыкантам, расходов, связанных с обеспечением nорядка, и некоторых других издержек, должна была пойти в пользу сан-францисского храма.
Дизайн рекламного постера был выполнен одним из первых учеников Прабхупады Харви Коэном. На психоделическом плакате под изображением Прабхупады была размещена информация о предстоящем концерте и содержалась просьба приносить с собой «подушки, барабаны, колокольчики, цимбалы». С целью пробудить интерес к предстоящему концерту среди хиппи Хейт-Эшбери, Мукунда опубликовал в популярной подпольной психоделической газете San Francisco Oracle статью под названием «Новая наука». В статье говорилось, что Хейт-Эшбери вскоре посетит Бхактиведанта Свами Прабхупада, который будет ежедневно проводить в маленьком храме духовные программы с лекциями по «Бхагавад-гите», дискуссиями, пением, игрой на музыкальных инструментах и танцами. В заключении статьи Мукунда отметил, что пропагандируемое Прабхупадой пение мантры «Харе Кришна» и танцы «более эффективны чем хатха или раджа-йога, или слушание Али Акбар Хана под воздействием ЛСД…»
Прабхупада прилетел из Нью-Йорка в Сан-Франциско 17 января 1967 года. В аэропорту его ожидал яркий приём, организованный при участии Аллена Гинзберга. Вместе с Гинзбергом, Мукундой и другими последователями Прабхупаду встретила толпа из более 50 поющих «Харе Кришна» хиппи. Роджер Зигель впоследствии описал этот эпизод следующим образом:
Даже для сан-францисского аэропорта мы выглядели довольно экстравагантно. Мукунда облачился в мантию мага Мерлина, разрисованную пёстрыми квадратами. На Сэме был марокканский плащ из овечьей шерсти с капюшоном — он даже пах овчиной, а на мне — синяя в белую крапинку накидка ручной работы, как у японских самураев. На шее у всех висели длинные чётки. Кожаные штаны, сапоги, гимнастёрки, люди в маленьких круглых солнцезащитных очках — словом, сан-францисская фантасмагория во всей её красе.
Через несколько дней после прибытия Прабхупады в самой крупной газете Сан-Франциско, San Francisco Chronicle, вышла статья под заголовком «Свами в царстве хиппи — святой открывает в Сан-Франциско храм». Статья начиналась так: «Святой человек из Индии, которого его друг поэт-битник Аллен Гинзберг называет одним из наиболее консервативных представителей его религии, начал вчера свою миссионерскую деятельность в раю сан-францисских хиппи». Корреспондент газеты спросил Прабхупаду о том, принимает ли он хиппи в своё движение, на что тот ответил: «Хиппи или кто-то другой — я не делаю различий. Всем добро пожаловать».

## Концерт

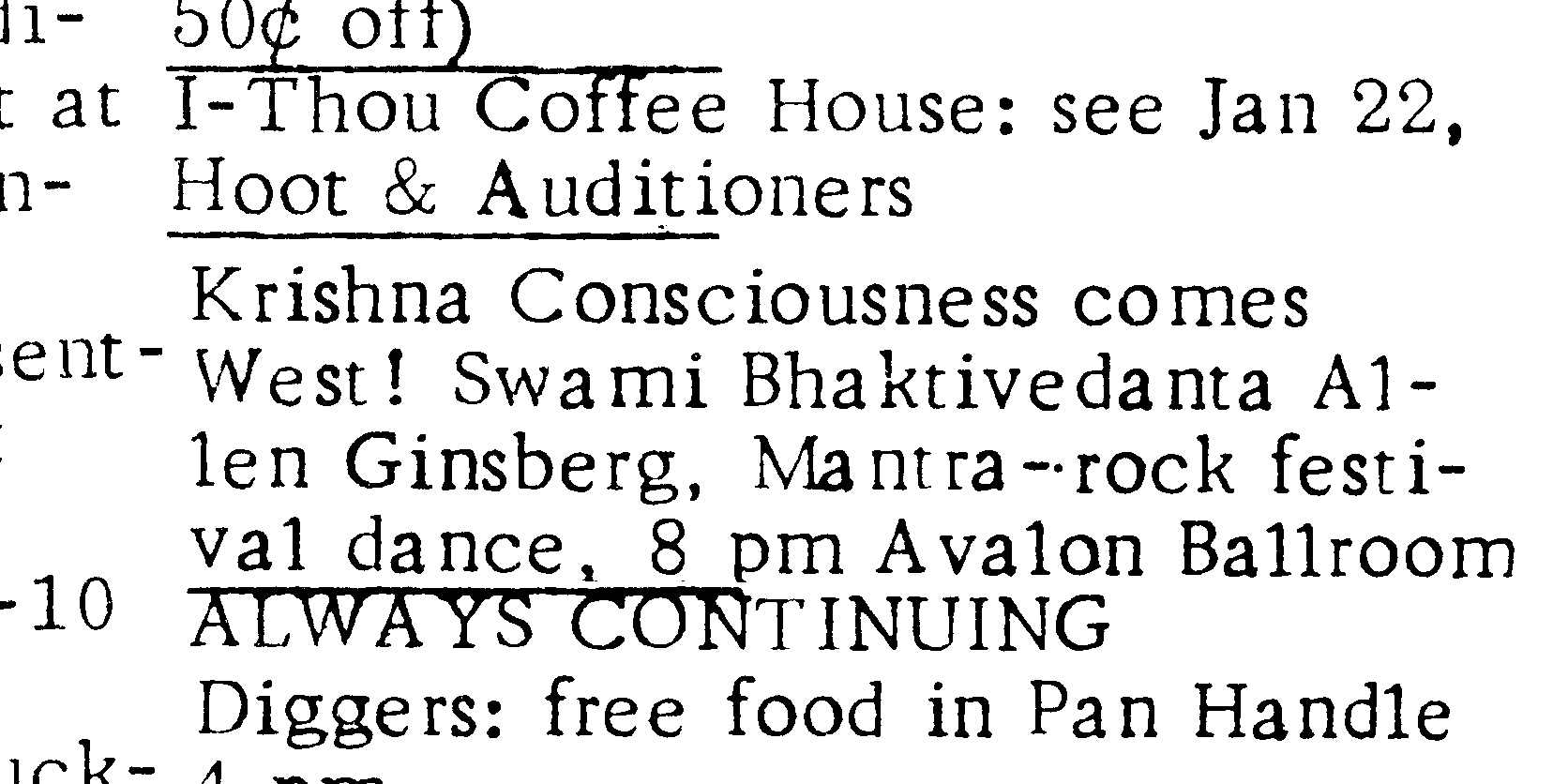
Объявление о Mantra-Rock Dance в San Francisco Oracle, январь 1967 года

Mantra-Rock Dance был запланирован на воскресный вечер, 29 января 1967 года. Чет Хелмс посчитал, что день и время для концерта были выбраны неудачно, но его опасения не оправдались: вечером 29 января у входа в «Авалон» собралось столько людей, что за билетами выстроилась очередь на целый квартал. Билет стоил два с половиной доллара и продавался у входа. К 8 часам пришло более 3000 человек и «Авалон» оказался заполненным до отказа. На концерт также пришли пионеры ЛСД Тимоти Лири и Оусли Стэнли. Лири заплатил за билет, в то время как Оусли Стэнли пропустили бесплатно. Перед началом концерта кришнаиты раздали публике прасад из долек апельсина. Несмотря на запрет на употребление наркотиков, многие из пришедших курили «травку» и принимали ЛСД. Роль телохранителей на концерте выполняли «Ангелы ада». Биограф Прабхупады Сатсварупа Даса Госвами описал пришедшую в этот вечер публику следующим образом:
Почти все пришедшие на концерт были одеты в яркие или необычные костюмы: индейские плащи, мексиканские пончо, индийские курты, «годс-айзы» [майки с ярким узором в виде концентрических кругов], — на многих были украшения из перьев и бус. Некоторые хиппи пришли с своими флейтами, лютнями, погремушками, барабанами, горнами, трещотками и гитарами. Сопровождаемые своими подругами, прошествовали «Ангелы ада» — нечёсаные, с грязными волосами, в джинсах, сапогах и грубых холщёвых пиджаках. Увешанные цепями, они дымили сигаретами на них были немецкие каски, эмблемы с гербами и прочие атрибуты, и только свои мотоциклы им пришлось оставить у входа.

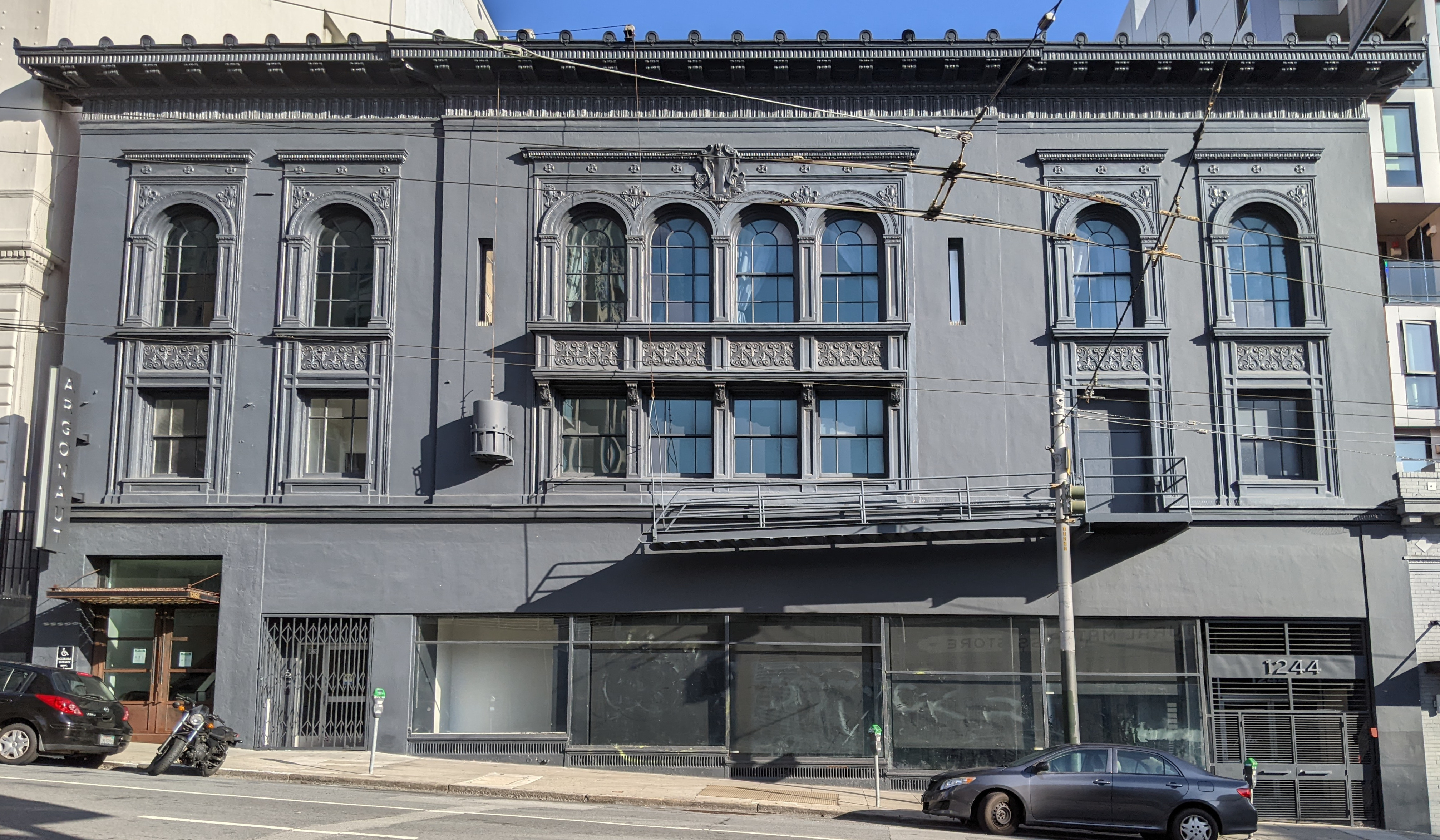
Танцевальный зал «Авалон» в 2022 году

Первыми на сцену вышли кришнаиты и запели мантру «Харе Кришна» на индийский мотив. Мужчины были одеты в мантии мага Мерлина, а женщины — в сари. Некоторые из музыкантов подыгрывали кришнаитам на своих инструментах. На сцене и во всех углах помещения курились благовония. Большинство присутствующих находилось под воздействием наркотиков, но несмотря на это в зале было спокойно. Кругом горели разноцветные огни, по потолку, стенам и полу двигались яркие цветные блики. На стены проектировались слайды с изображением Кришны и эпизодов из его жизни: «Кришна и Арджуна, мчащиеся на колеснице; Кришна, крадущий масло; Кришна, убивающий демона, который принял форму смерча; Кришна, играющий на флейте». Вслед за кришнаитами на сцену вышли Moby Grape. Их выступление зал встретил одобрительным рёвом.
Прабхупада прибыл в «Авалон» в 10 часов. Он был одет в шафрановое одеяние индуистского монаха, на шее у него висела гирлянда из гардений. При его появлении, кришнаиты в знак приветствия затрубили в раковины, а кто-то из музыкантов стал отбивать барабанную дробь. Толпа расступилась, загудела и зааплодировала в знак приветствия. В сопровождении Аллена Гинзберга Прабхупада взошёл на сцену, опустился на специально приготовленную для него подушку и поросил Гинзберга сказать несколько слов о мантре. Поэт рассказал собравшимся о своём понимании мантры «Харе Кришна» и о том, что она дала лично ему. Гинзберг представил Прабхупаду публике и поблагодарил престарелого свами за то, что тот оставил свою мирную и спокойную жизнь в Индии с целью принести мантру «Харе Кришна» туда, где её больше всего не хватало — в Нижний Ист-Сайд. Гинзберг перевёл значение санскритского термина мантра как «освобождение ума». «Тем, кто отходит от ЛСД, хочет стабилизировать своё сознание и приготовить его к новым „полетам“» он порекомендовал «ранние утренние киртаны» в сан-францисском храме кришнаитов.
Затем Гинзберг передал слово Прабхупаде, который вкратце рассказал историю мантры «Харе Кришна» и предложил поэту спеть её со сцены. Попросив публику «просто поргузиться в звуковую вибрацию и умиротвориться», Гинзберг заиграл на фисгармонии и под аккомпанемент ситара, тамбуры и барабанов запел «Харе Кришна» на индийский мотив. Проектор высветил на стене текст мантры. Постепенно публика начала подпевать. Один из кришнаитов, в прошлом ударник, застучал на барабанах. Темп киртана нарастал и пение охватило весь зал. Прабхупада поднялся со своего сиденья, поднял руки и начал танцевать, жестом пригласив присутствующих присоединяться. Многие вскочили со своих мест, и, следуя примеру Прабхупады, пустились в пляс с поднятыми вверх руками. Участники Grateful Dead, Big Brother and the Holding Company и Moby Grape тоже заразились всеобщим энтузиазмом и заиграли на музыкальных инструментах. Прабхупада запел в микрофон и его усиленный мощными динамиками голос разнёсся по залу. Темп киртана непрерывно возрастал и Прабхупада стал мокрым от пота. Находившийся за сценой Киртанананда просил прекратить действо, утверждая, что Прабхупада «слишком стар для таких вещей», и что «это может плохо кончиться». Однако, темп киртана становился всё быстрее и быстрее. Вскоре «уже почти нельзя было разобрать слов мантры, потонувшей в усиленной динамиками музыке и хоре из тысяч голосов». Аллен Гинзберг впоследствии вспоминал:
Мы пели мантру «Харе Кришна» весь вечер. Это было потрясающе — полное раскрепощение! То был пик духовного энтузиазма Хейт-Эшбери. Впервые в Сан-Франциско проходил концерт, в котором могли принять участие все присутствующие. Каждый мог танцевать и петь, а не просто смотреть, как поют и танцуют другие.
Пение продолжалось почти два часа. В завершении, все присутствующие пали ниц на пол (как это принято во время богослужений в кришнаитских храмах) и Прабхупада прочитал молитвы на санскрите. После того, как Прабхупада удалился, на сцену взошли Big Brother and the Holding Company с Дженис Джоплин. Они продолжили концерт, исполнив песни «The House of the Rising Sun» и «Ball 'n' Chain».

## Отзывы и влияние

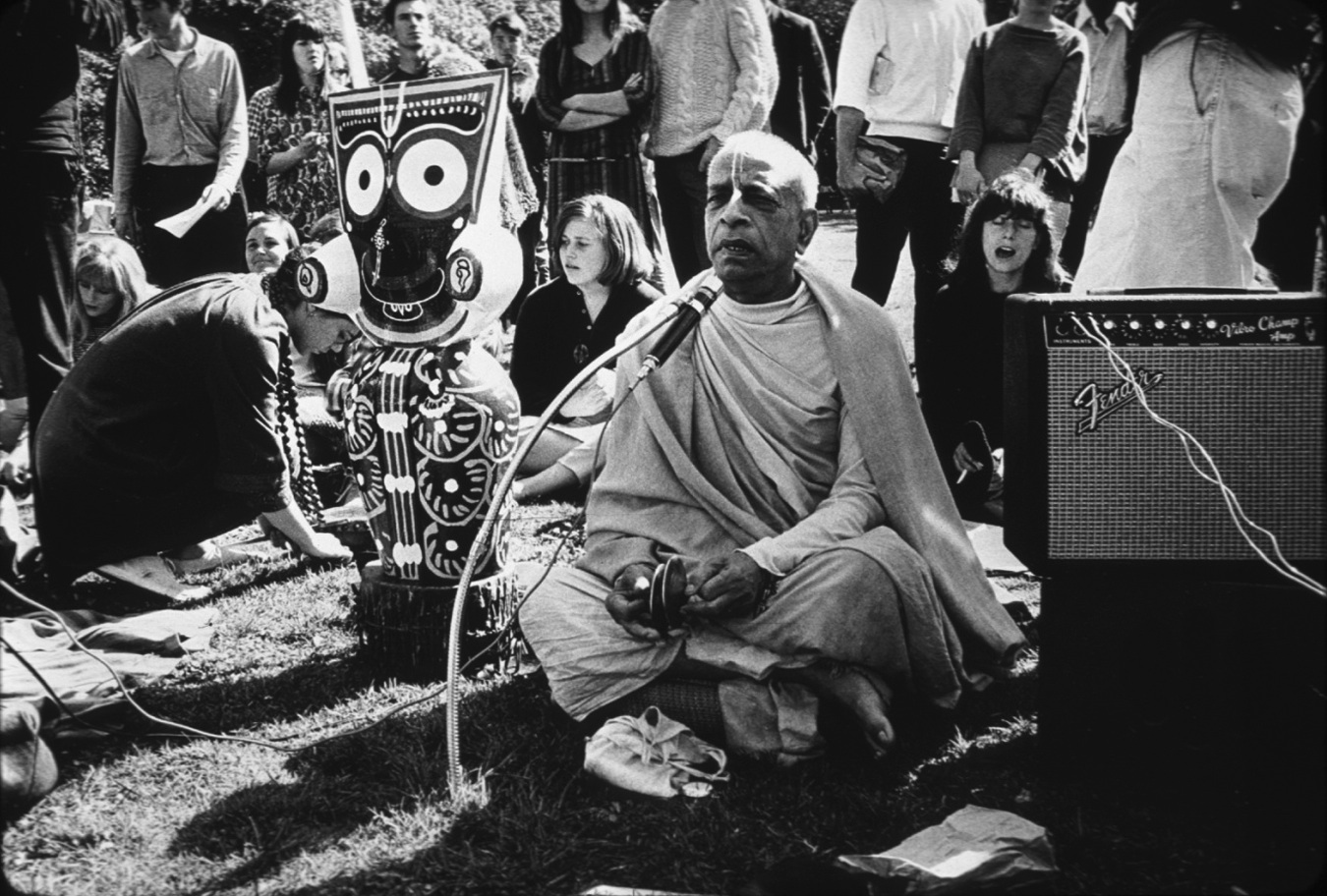
Бхактиведанта Свами Прабхупада поёт Харе Кришна в Голден-гейт-парке. Слева — статуя божества Джаганнатхи (февраль 1967)

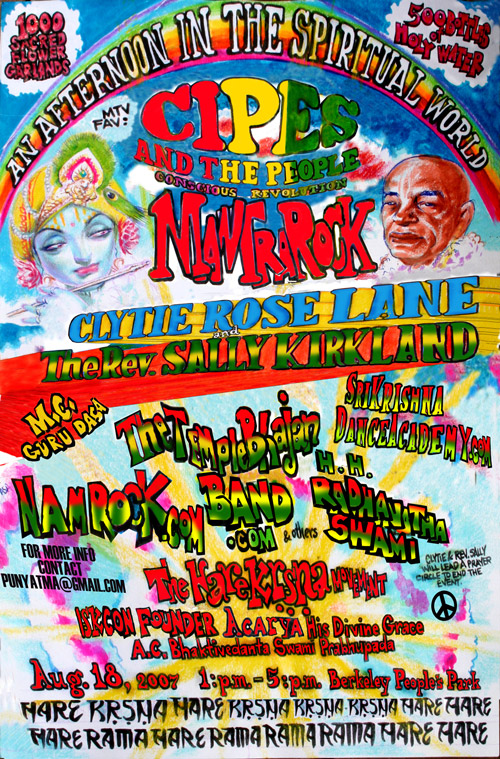
Постер, посвящённый 40-летию Mantra-Rock Dance (2007 год)

Тимоти Лири назвал Mantra-Rock Dance «красивой ночью», а Аллен Гинзберг — «пиком духовного энтузиазма Хейт-Эшбери». Историк Роберт Эллвуд охарактеризовал концерт как «конечный „полёт“» эры хиппи.
После выступления на Mantra-Rock Dance произошёл прорыв в карьере Moby Grape. Вскоре группа выступила в «Авалоне» с The Doors и подписала контракт с Columbia Records.
Mantra-Rock Dance собрал 2000 долларов, которые пошли на помощь кришнаитскому храму в Сан-Франциско. На концерте многие узнали о существовании храма и начали посещать ежедневно проводимые в нём киртаны и лекции. Выступление Прабхупады на Mantra-Rock Dance произвело глубокое впечатление на хиппи Хейт-Эшбери. Кришнаитский гуру стал культовым героем для многих из них, и это независимо от того, как они относились к философии и моральным принципам, которые он проповедовал. Практика пения «Харе Кришна» и танцев были в той или иной мере приняты всеми слоями контркультуры, включая «Ангелов ада». Это обеспечило хиппи «свободное сообщество», примирило их и дало им на практике осуществимую альтернативу наркотикам. Популярность кришнаитов среди хиппи постепенно возрастала, и вскоре вид поющих и распространяющих прасад кришнаитов стал одной из отличительных черт сцены Хейт-Эшбери.
Когда основная группа сан-францисских кришнаитов стала более серьёзной в своих духовных практиках, Прабхупада посвятил их в ученики, дав им имена на санскрите. Новый сан-францисский храм он назвал «Новый Джаганнатха-пури», установил в нём для поклонения статуи божеств Джаганнатхи, Баладевы и Субхадры. Маленькие деревянные копии этих божеств немедленно стали «психоделическим хитом»: многие из местных хиппи носили их нанизанными на шею.
Mantra-Rock Dance привлёк к кришнаитам повышенный интерес американской публики и средств массовой информации. В частности, Прабхупада появился на The Les Crane Show на телеканале ABC, а также рассказал о сознании Кришны на программе радиостанции KPFK, которую вёл американский комик Питер Бергман. Учеников Прабхупады также пригласили рассказать о своей деятельности на сан-францисскую радиостанцию KFRC.
18 августа 2007 года в Беркли бывшие участники концерта организовали торжества по случаю 40-летия Mantra-Rock Dance.